# Posoltega
Posoltega – miasto w Nikaragui, w departamencie Chinandega. W 2005 liczyło 16 771 mieszkańców.